# Fußball-Ligasystem in Deutschland
Das Fußball-Ligasystem in Deutschland beschreibt die Einteilung der deutschen Fußball-Ligen. Dabei handelt es sich um ein durch Aufstieg und Abstieg verzahntes hierarchisches System von 2235 Ligen auf bis zu 13 Ebenen, an denen 31.645 Mannschaften teilnehmen (Stand Saison 2016/17). Die so entstehende Ligapyramide eröffnet jedem Mitgliedsverein des Deutschen Fußball-Bunds (DFB) damit die Möglichkeit, eines Tages bis in die höchste Spielklasse im deutschen Fußball, die Bundesliga, aufzusteigen, in welcher der deutsche Fußballmeister ermittelt wird.

## Aktuelle Ligapyramide
Die Ligapyramide besteht in dieser Form seit der Saison 2012/13 (mit leichten Veränderungen seit 2015/16), mit deren Beginn die bisher in drei parallelen Staffeln vom DFB geführte Regionalliga nunmehr in fünf getrennten Spielklassen ausgetragen wird, deren Organisation den Regionalverbänden Nord, Nordost, West, Süd sowie dem Fußball-Regional-Verband Südwest obliegt.
Die für die jeweiligen Spielklassen angegebenen Mannschaftsstärken gelten für die Saison 2020/21. Sofern die Spielordnung für die jeweilige Spielklasse grundsätzlich eine hiervon abweichende Sollzahl von Mannschaften ausweist, wird diese zusätzlich in Klammern angegeben. Eine Abweichung von der Sollzahl ergibt sich regelmäßig dann, wenn in der Vorsaison mehr Mannschaften aus der übergeordneten Spielklasse abgestiegen sind, als aus dieser Spielklasse in die übergeordnete Spielklassen aufgestiegen sind und der ausrichtende Verband in seiner Spielordnung hierfür keinen vermehrten Abstieg aus der Spielklasse in der laufenden Saison vorsieht, sondern dieser in der folgenden Saison erfolgen soll.
Die Zahl der Auf- und Absteiger in jeder Spielklasse betrifft nur den nach der jeweils gültigen Auf- und Abstiegsregelung ermittelten sportlichen Auf- und Abstieg nach der Saison 2022/23. Wird eine Spielklasse in mehreren Staffeln ausgetragen, so gelten die Angaben zu Auf- und Absteigern für jede Staffel. Sofern eine hierfür sportlich qualifizierte Mannschaft auf den Aufstieg verzichtet oder ihr aus wirtschaftlichen Gründen der Aufstieg verwehrt wird, rückt an ihrer Stelle die nächst platzierte Mannschaft in die höhere Spielklasse nach. Sofern einer hierfür sportlich qualifizierten Mannschaft aus wirtschaftlichen Gründen die Zugehörigkeit zu einer Spielklasse für die kommende Saison verwehrt wird oder sie auf ihr Startrecht verzichtet, erhält üblicherweise der höchstplatzierte Absteiger das Startrecht für die kommende Saison.
| Ebene | Spielklasse | Spielklasse | Spielklasse | Spielklasse | Spielklasse | Spielklasse | Spielklasse | Spielklasse | Spielklasse | Spielklasse | Spielklasse | Spielklasse | Spielklasse |
| ----- | --- | --- | --- | --- | --- | --- | --- | --- | --- | --- | --- | --- | --- |
| 1     | Bundesliga 18 Mannschaften Platz 1: Deutscher Meister + UEFA Champions League Platz 2–4: UEFA Champions League Platz 5: UEFA Europa League Platz 6: UEFA-Conference-League-Playoffs Platz 7: UEFA-Conference-League-Playoffs, sofern der DFB-Pokalsieger eine Platzierung unter den ersten sechs erreicht Platz 16: Relegation Platz 17–18: Absteiger | Bundesliga 18 Mannschaften Platz 1: Deutscher Meister + UEFA Champions League Platz 2–4: UEFA Champions League Platz 5: UEFA Europa League Platz 6: UEFA-Conference-League-Playoffs Platz 7: UEFA-Conference-League-Playoffs, sofern der DFB-Pokalsieger eine Platzierung unter den ersten sechs erreicht Platz 16: Relegation Platz 17–18: Absteiger | Bundesliga 18 Mannschaften Platz 1: Deutscher Meister + UEFA Champions League Platz 2–4: UEFA Champions League Platz 5: UEFA Europa League Platz 6: UEFA-Conference-League-Playoffs Platz 7: UEFA-Conference-League-Playoffs, sofern der DFB-Pokalsieger eine Platzierung unter den ersten sechs erreicht Platz 16: Relegation Platz 17–18: Absteiger | Bundesliga 18 Mannschaften Platz 1: Deutscher Meister + UEFA Champions League Platz 2–4: UEFA Champions League Platz 5: UEFA Europa League Platz 6: UEFA-Conference-League-Playoffs Platz 7: UEFA-Conference-League-Playoffs, sofern der DFB-Pokalsieger eine Platzierung unter den ersten sechs erreicht Platz 16: Relegation Platz 17–18: Absteiger | Bundesliga 18 Mannschaften Platz 1: Deutscher Meister + UEFA Champions League Platz 2–4: UEFA Champions League Platz 5: UEFA Europa League Platz 6: UEFA-Conference-League-Playoffs Platz 7: UEFA-Conference-League-Playoffs, sofern der DFB-Pokalsieger eine Platzierung unter den ersten sechs erreicht Platz 16: Relegation Platz 17–18: Absteiger | Bundesliga 18 Mannschaften Platz 1: Deutscher Meister + UEFA Champions League Platz 2–4: UEFA Champions League Platz 5: UEFA Europa League Platz 6: UEFA-Conference-League-Playoffs Platz 7: UEFA-Conference-League-Playoffs, sofern der DFB-Pokalsieger eine Platzierung unter den ersten sechs erreicht Platz 16: Relegation Platz 17–18: Absteiger | Bundesliga 18 Mannschaften Platz 1: Deutscher Meister + UEFA Champions League Platz 2–4: UEFA Champions League Platz 5: UEFA Europa League Platz 6: UEFA-Conference-League-Playoffs Platz 7: UEFA-Conference-League-Playoffs, sofern der DFB-Pokalsieger eine Platzierung unter den ersten sechs erreicht Platz 16: Relegation Platz 17–18: Absteiger | Bundesliga 18 Mannschaften Platz 1: Deutscher Meister + UEFA Champions League Platz 2–4: UEFA Champions League Platz 5: UEFA Europa League Platz 6: UEFA-Conference-League-Playoffs Platz 7: UEFA-Conference-League-Playoffs, sofern der DFB-Pokalsieger eine Platzierung unter den ersten sechs erreicht Platz 16: Relegation Platz 17–18: Absteiger | Bundesliga 18 Mannschaften Platz 1: Deutscher Meister + UEFA Champions League Platz 2–4: UEFA Champions League Platz 5: UEFA Europa League Platz 6: UEFA-Conference-League-Playoffs Platz 7: UEFA-Conference-League-Playoffs, sofern der DFB-Pokalsieger eine Platzierung unter den ersten sechs erreicht Platz 16: Relegation Platz 17–18: Absteiger | Bundesliga 18 Mannschaften Platz 1: Deutscher Meister + UEFA Champions League Platz 2–4: UEFA Champions League Platz 5: UEFA Europa League Platz 6: UEFA-Conference-League-Playoffs Platz 7: UEFA-Conference-League-Playoffs, sofern der DFB-Pokalsieger eine Platzierung unter den ersten sechs erreicht Platz 16: Relegation Platz 17–18: Absteiger | Bundesliga 18 Mannschaften Platz 1: Deutscher Meister + UEFA Champions League Platz 2–4: UEFA Champions League Platz 5: UEFA Europa League Platz 6: UEFA-Conference-League-Playoffs Platz 7: UEFA-Conference-League-Playoffs, sofern der DFB-Pokalsieger eine Platzierung unter den ersten sechs erreicht Platz 16: Relegation Platz 17–18: Absteiger | Bundesliga 18 Mannschaften Platz 1: Deutscher Meister + UEFA Champions League Platz 2–4: UEFA Champions League Platz 5: UEFA Europa League Platz 6: UEFA-Conference-League-Playoffs Platz 7: UEFA-Conference-League-Playoffs, sofern der DFB-Pokalsieger eine Platzierung unter den ersten sechs erreicht Platz 16: Relegation Platz 17–18: Absteiger | Bundesliga 18 Mannschaften Platz 1: Deutscher Meister + UEFA Champions League Platz 2–4: UEFA Champions League Platz 5: UEFA Europa League Platz 6: UEFA-Conference-League-Playoffs Platz 7: UEFA-Conference-League-Playoffs, sofern der DFB-Pokalsieger eine Platzierung unter den ersten sechs erreicht Platz 16: Relegation Platz 17–18: Absteiger |
| 2     | 2. Bundesliga 18 Mannschaften Platz 1–2: Aufsteiger Platz 3: Relegation Platz 16: Relegation Platz 17–18: Absteiger | 2. Bundesliga 18 Mannschaften Platz 1–2: Aufsteiger Platz 3: Relegation Platz 16: Relegation Platz 17–18: Absteiger | 2. Bundesliga 18 Mannschaften Platz 1–2: Aufsteiger Platz 3: Relegation Platz 16: Relegation Platz 17–18: Absteiger | 2. Bundesliga 18 Mannschaften Platz 1–2: Aufsteiger Platz 3: Relegation Platz 16: Relegation Platz 17–18: Absteiger | 2. Bundesliga 18 Mannschaften Platz 1–2: Aufsteiger Platz 3: Relegation Platz 16: Relegation Platz 17–18: Absteiger | 2. Bundesliga 18 Mannschaften Platz 1–2: Aufsteiger Platz 3: Relegation Platz 16: Relegation Platz 17–18: Absteiger | 2. Bundesliga 18 Mannschaften Platz 1–2: Aufsteiger Platz 3: Relegation Platz 16: Relegation Platz 17–18: Absteiger | 2. Bundesliga 18 Mannschaften Platz 1–2: Aufsteiger Platz 3: Relegation Platz 16: Relegation Platz 17–18: Absteiger | 2. Bundesliga 18 Mannschaften Platz 1–2: Aufsteiger Platz 3: Relegation Platz 16: Relegation Platz 17–18: Absteiger | 2. Bundesliga 18 Mannschaften Platz 1–2: Aufsteiger Platz 3: Relegation Platz 16: Relegation Platz 17–18: Absteiger | 2. Bundesliga 18 Mannschaften Platz 1–2: Aufsteiger Platz 3: Relegation Platz 16: Relegation Platz 17–18: Absteiger | 2. Bundesliga 18 Mannschaften Platz 1–2: Aufsteiger Platz 3: Relegation Platz 16: Relegation Platz 17–18: Absteiger | 2. Bundesliga 18 Mannschaften Platz 1–2: Aufsteiger Platz 3: Relegation Platz 16: Relegation Platz 17–18: Absteiger |
| 3     | 3. Liga 20 Mannschaften Platz 1–2: Aufsteiger Platz 3: Relegation Platz 17–20: Absteiger | 3. Liga 20 Mannschaften Platz 1–2: Aufsteiger Platz 3: Relegation Platz 17–20: Absteiger | 3. Liga 20 Mannschaften Platz 1–2: Aufsteiger Platz 3: Relegation Platz 17–20: Absteiger | 3. Liga 20 Mannschaften Platz 1–2: Aufsteiger Platz 3: Relegation Platz 17–20: Absteiger | 3. Liga 20 Mannschaften Platz 1–2: Aufsteiger Platz 3: Relegation Platz 17–20: Absteiger | 3. Liga 20 Mannschaften Platz 1–2: Aufsteiger Platz 3: Relegation Platz 17–20: Absteiger | 3. Liga 20 Mannschaften Platz 1–2: Aufsteiger Platz 3: Relegation Platz 17–20: Absteiger | 3. Liga 20 Mannschaften Platz 1–2: Aufsteiger Platz 3: Relegation Platz 17–20: Absteiger | 3. Liga 20 Mannschaften Platz 1–2: Aufsteiger Platz 3: Relegation Platz 17–20: Absteiger | 3. Liga 20 Mannschaften Platz 1–2: Aufsteiger Platz 3: Relegation Platz 17–20: Absteiger | 3. Liga 20 Mannschaften Platz 1–2: Aufsteiger Platz 3: Relegation Platz 17–20: Absteiger | 3. Liga 20 Mannschaften Platz 1–2: Aufsteiger Platz 3: Relegation Platz 17–20: Absteiger | 3. Liga 20 Mannschaften Platz 1–2: Aufsteiger Platz 3: Relegation Platz 17–20: Absteiger |
| 4     | Regionalliga Nord 18 Mannschaften Platz 1: Aufstiegsrunde Platz 16: Relegation Platz 17–18: Absteiger | Regionalliga Nord 18 Mannschaften Platz 1: Aufstiegsrunde Platz 16: Relegation Platz 17–18: Absteiger | Regionalliga Nord 18 Mannschaften Platz 1: Aufstiegsrunde Platz 16: Relegation Platz 17–18: Absteiger | Regionalliga Nord 18 Mannschaften Platz 1: Aufstiegsrunde Platz 16: Relegation Platz 17–18: Absteiger | Regionalliga Nordost 18 Mannschaften Platz 1: Aufsteiger Platz 18: Absteiger | Regionalliga Nordost 18 Mannschaften Platz 1: Aufsteiger Platz 18: Absteiger | Regionalliga West 18 Mannschaften Platz 1: Aufsteiger Platz 16-18: Absteiger | Regionalliga West 18 Mannschaften Platz 1: Aufsteiger Platz 16-18: Absteiger | Regionalliga West 18 Mannschaften Platz 1: Aufsteiger Platz 16-18: Absteiger | Regionalliga Südwest 18 Mannschaften Platz 1: Aufsteiger Platz 16–18: Absteiger | Regionalliga Südwest 18 Mannschaften Platz 1: Aufsteiger Platz 16–18: Absteiger | Regionalliga Südwest 18 Mannschaften Platz 1: Aufsteiger Platz 16–18: Absteiger | Regionalliga Bayern 18 Mannschaften Platz 1: Aufstiegsrunde Platz 15–16: Relegation Platz 17–18: Absteiger |
| 5     | Oberliga Schleswig-Holstein 16 Mannschaften Platz 1: Aufstiegsrunde ↓3 Absteiger | Oberliga Hamburg 18 Mannschaften Platz 1: Aufstiegsrunde ↓3 Absteiger | Bremen-Liga 16 Mannschaften Platz 1: Aufstiegsrunde ↓2 Absteiger | Oberliga Niedersachsen 18 Mannschaften Platz 1: Aufsteiger Platz 2: Aufstiegsrunde ↓4 Absteiger | Oberliga NOFV - Nord 18 Mannschaften Platz 1: Aufsteiger ↓3 Absteiger | Oberliga NOFV - Süd 18 Mannschaften Platz 1: Aufsteiger ↓3 Absteiger | Oberliga Niederrhein 21 Mannschaften Platz 1: Aufsteiger ↓4–6 Absteiger | Mittelrheinliga 16 Mannschaften Platz 1: Aufsteiger ↓2 Absteiger | Oberliga Westfalen 18 Mannschaften Platz 1–2: Aufsteiger ↓2–4 Absteiger | Oberliga Rheinland-Pfalz/Saar 20 Mannschaften Platz 1: Aufsteiger Platz 2: Aufstiegsrunde ↓3–6 Absteiger | Hessenliga 20 Mannschaften Platz 1: Aufsteiger Platz 2: Aufstiegsrunde ↓6–7 Absteiger | Oberliga Baden-Württemberg 18 Mannschaften Platz 1: Aufsteiger Platz 2: Aufstiegsrunde Platz 16–18: Absteiger | 2 Staffeln der Bayernliga (Nord, Süd) 36 Mannschaften Platz 1: Aufsteiger Platz 2 und 14–17: Relegation Platz 18: Absteiger |
| 6     | 3 Staffeln der Landesliga Schleswig-Holstein (Schleswig, Holstein, Mitte) 35 Mannschaften ↑je 1 Aufsteiger ↓6–9 Absteiger | 2 Staffeln der Landesliga Hamburg (Hammonia, Hansa) 32 Mannschaften ↑je 1–2 Aufsteiger ↓6 Absteiger | Landesliga Bremen 16 Mannschaften ↑2 Aufsteiger ↓2–3 Absteiger | 4 Staffeln der Landesliga Niedersachsen (Braunschweig, Hannover Lüneburg, Weser-Ems) 71 Mannschaften ↑je 1–2 Aufsteiger | Verbandsliga Mecklenburg-Vorpommern 15 Mannschaften ↑1 Aufsteiger Brandenburg-Liga 16 Mannschaften ↑1 Aufsteiger Berlin-Liga 18 Mannschaften ↑1 Aufsteiger ↓3 Absteiger | Verbandsliga Sachsen-Anhalt 20 Mannschaften ↑1 Aufsteiger Thüringenliga 16 Mannschaften ↑1 Aufsteiger Sachsenliga 20 Mannschaften ↑1 Aufsteiger | 2 Gruppen der Landesliga Niederrhein (Gruppe 1, Gruppe 2) 43 Mannschaften ↑je 1 Aufsteiger | 2 Staffeln der Landesliga Mittelrhein (Staffel 1, Staffel 2) 31 Mannschaften ↑je 1 Aufsteiger | 2 Staffeln der Westfalenliga (Staffel 1, Staffel 2) 35 Mannschaften ↑je 1 Aufsteiger | Rheinlandliga 18 Mannschaften ↑1 Aufsteiger Verbandsliga Südwest 17 Mannschaften ↑1 Aufsteiger Saarlandliga 18 Mannschaften ↑1 Aufsteiger | 3 Staffeln der Verbandsliga Hessen (Mitte, Nord, Süd) 51 Mannschaften ↑je 1–2 Aufsteiger | Verbandsliga Baden 17 Mannschaften ↑1–2 Aufsteiger Verbandsliga Südbaden 17 Mannschaften ↑1–2 Aufsteiger Verbandsliga Württemberg 18 Mannschaften ↑1–2 Aufsteiger | 5 Staffeln der Landesliga Bayern (Mitte, Nordost, Nordwest, Südost, Südwest) 91 Mannschaften ↑je 1–2 Aufsteiger |
| 7     | Spielbetrieb der Landesverbände | Spielbetrieb der Landesverbände | Spielbetrieb der Landesverbände | Spielbetrieb der Landesverbände | Spielbetrieb der Landesverbände | Spielbetrieb der Landesverbände | Spielbetrieb der Landesverbände | Spielbetrieb der Landesverbände | Spielbetrieb der Landesverbände | Spielbetrieb der Landesverbände | Spielbetrieb der Landesverbände | Spielbetrieb der Landesverbände | Spielbetrieb der Landesverbände |
| 7     | 5 Staffeln der Verbandsliga Schleswig-Holstein 71 Mannschaften (Nord, Ost, West, Südost, Südwest) (SHFV, Schleswig-Holstein) ↑je 1 Aufsteiger | 4 Staffeln der Bezirksliga (Nord, Ost, West, Süd) 64 Mannschaften (HFV, Hamburg) ↑je 1 Aufsteiger ↑je 3 Absteiger | 1 Staffel der Bezirksliga 16 Mannschaften (BFV, Bremen) ↑ 1 Aufsteiger | 17 Staffeln der Bezirksliga (NFV, Niedersachsen) | 2 Staffeln der Landesliga Mecklenburg-Vorpommern 29 Mannschaften (LFVMV, Mecklenburg-Vorpommern) ↑je 1 Aufsteiger 2 Staffeln der Landesliga (FLB, Brandenburg) ↑je 1 Aufsteiger 2 Staffeln der Landesliga (BFV, Berlin) ↑je 1 Aufsteiger | 3 Staffeln der Landesliga (FSA, Sachsen-Anhalt) ↑je 1 Aufsteiger 3 Staffeln der Landesklasse (TFV, Thüringen) ↑je 1 Aufsteiger 4 Staffel der Landesklasse (SFV, Sachsen) ↑je 1 Aufsteiger | 4 Staffeln der Bezirksliga Niederrhein (FVN, Niederrhein) ↑je 1 Aufsteiger | 4 Staffeln der Bezirksliga Mittelrhein (FVM, Mittelrhein) ↑je 1 Aufsteiger | 4 Staffeln der Landesliga Westfalen 72 Mannschaften (Westfalen)↑je 1 Aufsteiger | 3 Staffeln der Bezirksliga Rheinland (FLVW, Rheinland) ↑je 1 Aufsteiger 2 Staffeln der Verbandsliga Saar (SFV, Saarland) ↑je 1 Aufsteiger | 6 Staffeln der Gruppenliga (HFV, Hessen) ↑je 1 Aufsteiger | 3 Staffeln der Landesliga Baden 53 Mannschaften (bfv, Baden) ↑je 1 Aufsteiger, je 1 Relegationsteilnehmer 3 Staffeln der Landesliga Südbaden 51 Mannschaften (SBFV, Südbaden) ↑je 1 Aufsteiger je 1 Relegationsteilnehmer 4 Staffeln der Landesliga Württemberg 78 Mannschaften (WFV, Württemberg)↑je 1 Aufsteiger je 1 Relegationsteilnehmer         | 15 Staffeln der Bezirksliga (BFV, Bayern)↑je 1 Aufsteiger |
| 8+    | Spielbetrieb der Landesverbände | Spielbetrieb der Landesverbände | Spielbetrieb der Landesverbände | Spielbetrieb der Landesverbände | Spielbetrieb der Landesverbände | Spielbetrieb der Landesverbände | Spielbetrieb der Landesverbände | Spielbetrieb der Landesverbände | Spielbetrieb der Landesverbände | Spielbetrieb der Landesverbände | Spielbetrieb der Landesverbände | Spielbetrieb der Landesverbände | Spielbetrieb der Landesverbände |
| 8+    | SHFV (Schleswig-Holstein) | HFV (Hamburg) | BFV (Bremen) | NFV (Niedersachsen) | LFVMV (Mecklenburg-Vorpommern) FLB (Brandenburg) BFV (Berlin) | FSA (Sachsen-Anhalt) TFV (Thüringen) SFV (Sachsen) | FVN (Niederrhein) | FVM (Mittelrhein) | FLVW (Westfalen) | FVR (Rheinland) SWFV (Südwest) SFV (Saarland) | HFV (Hessen) | bfv (Baden) SBFV (Südbaden) WFV (Württemberg) | BFV (Bayern) |

## Spielbetrieb

### Bundesliga
Die Bundesliga, an der 18 Profimannschaften teilnehmen, ist die höchste Spielklasse im deutschen Fußball. An 34 Spieltagen ermitteln die Mannschaften dabei jede Saison den Deutschen Fußballmeister. Jede Mannschaft hat in einer Saison 17 Heim- und 17 Auswärtsspiele, jeweils einmal zu Hause und auswärts gegen jeden Gegner. Am Saisonende steigen die beiden letztplatzierten Mannschaften direkt ab und werden in der Folgesaison durch die beiden erstplatzierten Mannschaften der 2. Bundesliga ersetzt. Zusätzlich ermitteln der Drittletzte der Bundesliga und der Drittplatzierte der 2. Bundesliga in zwei Relegationsspielen seit 2009 einen weiteren Teilnehmer für die nachfolgende Saison.
Für die Bundesliga vergibt die Deutsche Fußball Liga (DFL) nach einem Lizenzierungsverfahren an die sportlich und wirtschaftlich qualifizierten Vereine die zur Teilnahme benötigte Profilizenz und organisiert den Spielbetrieb dieser bundesweiten Spielklasse.

### 2. Bundesliga
Die 2. Bundesliga, an der ebenfalls 18 Profimannschaften teilnehmen, ist die zweithöchste Spielklasse im deutschen Fußball. Die beiden Erstplatzierten steigen direkt in die Bundesliga auf. Der Drittplatzierte bestreitet Relegationsspiele mit dem Drittletzten der Bundesliga. Der Verlierer der Relegationsspiele nimmt in der Folgesaison am Spielbetrieb der 2. Bundesliga teil. Am Saisonende steigen die beiden letztplatzierten Mannschaften direkt ab und werden in der Folgesaison durch die beiden erstplatzierten Mannschaften der 3. Liga ersetzt. Zusätzlich ermitteln der Drittletzte der 2. Bundesliga und der Drittplatzierte der 3. Liga in zwei Relegationsspielen seit 2009 einen weiteren Teilnehmer für die nachfolgende Saison.
Auch für die 2. Bundesliga vergibt wiederum die DFL nach einem Lizenzierungsverfahren an die sportlich und wirtschaftlich qualifizierten Vereine die zur Teilnahme benötigte Profilizenz und organisiert den Spielbetrieb dieser bundesweiten Spielklasse.

### 3. Liga
Die 3. Liga, an der 20 Profimannschaften teilnehmen, ist die dritthöchste Spielklasse im deutschen Fußball und zugleich die niedrigste voll-professionelle Liga. Die beiden Erstplatzierten steigen direkt in die 2. Bundesliga auf. Der Drittplatzierte bestreitet Relegationsspiele mit dem Drittletzten der 2. Bundesliga. Der Verlierer der Relegationsspiele nimmt in der Folgesaison am Spielbetrieb der 3. Liga teil. Die vier letztplatzierten Mannschaften steigen je nach ihrer Zugehörigkeit zu einem der 21 Landesverbände des DFB in diejenige Regionalliga ab, die dem Spielbetrieb des jeweiligen Landesverbandes übergeordnet ist. Die Erhöhung von drei auf vier Absteiger gilt seit der Saison 2018/19.
Die 3. Liga ist zwar eine Profiliga, jedoch keine DFL-Lizenzliga wie die beiden Bundesligen (daher heißt die 3. Liga auch nicht „3. Bundesliga“). Für die Organisation der 3. Liga ist der DFB zuständig. Als Teilnahmegenehmigung für die 3. Liga erteilt der DFB an die Vereine eine Zulassung, die aber im allgemeinen Sprachgebrauch auch als „Drittliga-Lizenz“ bezeichnet wird.
Die 3. Liga ist die höchste Spielklasse, in der Zweitmannschaften von DFL-Lizenzvereinen zugelassen sind. Belegen daher zum Ende der Saison eine oder mehrere Zweitmannschaften die Aufstiegsplätze, so rückt hierfür eine entsprechende Anzahl an in der Tabelle nächstplatzierten ersten Mannschaften nach.

### Regionalliga

#### Struktur

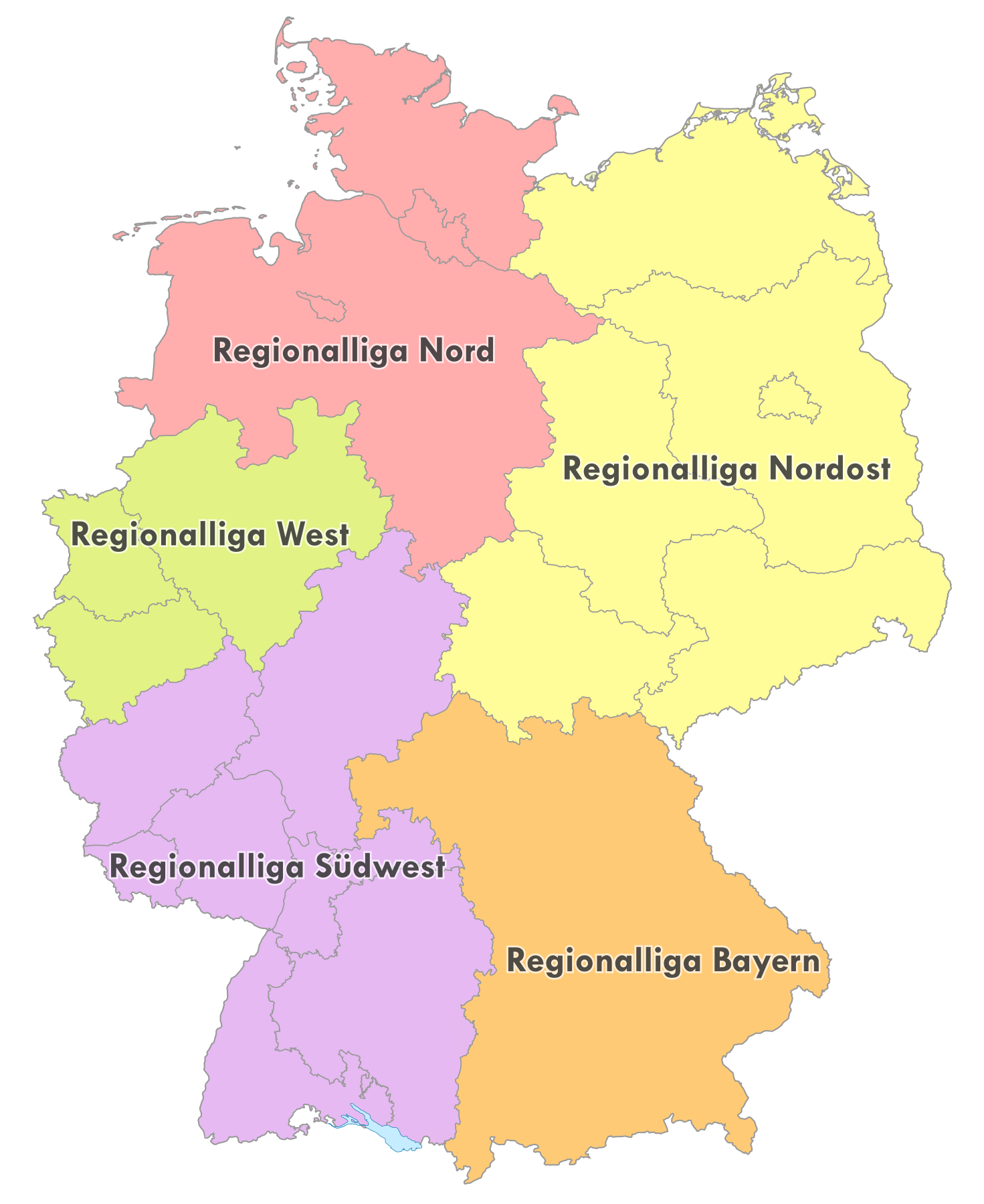
Regionalliga-Staffeln seit 2012/13

Die Regionalliga ist die vierthöchste Spielklasse im deutschen Fußball und formell zugleich die höchste deutsche Amateurspielklasse. Faktisch herrschen bei fast allen teilnehmenden Mannschaften semi-professionelle Strukturen vor, was beispielsweise die zur Verfügung stehende Infrastruktur, den Umfang des vom Verein beschäftigten Betreuerpersonals oder die Bezahlung von Vertragsspielern angeht. Der Spielbetrieb der Regionalliga wird im Gegensatz zu den drei Profiligen nicht einheitlich bundesweit organisiert, sondern erfolgt in den fünf nach regionalen Gesichtspunkten eingeteilten selbständigen Ligen Bayern, Nord, Nordost, Südwest und West mit einer Sollstärke zwischen 16 und 18 Mannschaften. Die Sollstärke wird in diversen Spielzeiten übertroffen.
Die Staffeln Nord, Nordost und West werden direkt durch den jeweils namensgebenden Regionalverband organisiert. Die Regionalligen Südwest und Bayern werden jeweils von den teilnehmenden Landesverbänden organisiert. Ein Lizenzierungs- bzw. Zulassungsverfahren wie in den Profiligen erfolgt ab dieser Ligaebene abwärts prinzipiell nicht mehr, jedoch müssen in der Regel für die Zulassung zur Teilnahme in den oberen Amateurspielklassen bestimmte finanzielle und infrastrukturelle Mindestanforderungen von den Vereinen erfüllt werden.
Aus der 3. Liga in die Regionalliga absteigende Mannschaften werden entsprechend ihrer Zugehörigkeit zu den die jeweiligen Regionalligen umfassenden Landesverbänden eingegliedert. Ausnahmen sind nur für die II. Mannschaften der Profivereine nach Absprache unter den beteiligten Verbänden möglich, wenn ansonsten mehr als sieben II. Mannschaften gleichzeitig in einer Staffel der Regionalliga spielen würden.
In der Regionalliga dürfen zweite Mannschaften von Profivereinen nur noch dann am Spielbetrieb teilnehmen, wenn die Profiabteilung des Vereins mindestens in der 2. Bundesliga spielt.

#### Neue Aufstiegsregelung ab 2019
Seit der Saison 2018/19 gibt es vier Aufsteiger, wobei der Meister der Regionalliga Südwest immer aufsteigt. Dafür ist es nicht mehr vorgesehen, dass der Tabellenzweite dieser Liga eine Aufstiegschance erhält. Hinzu kommen zwei festgelegte Aufsteiger aus den anderen Ligen. Die Festlegungen wechseln dabei zwischen den Ligen. Die beiden jeweiligen Meister der Ligen, die in der jeweiligen Saison keinen festen Aufsteiger stellen, spielen den vierten Aufsteiger in Hin- und Rückspiel aus. Bis zum DFB-Bundestag 2019 entwickelte eine Arbeitsgruppe unter der Leitung von DFB-Vizepräsident Peter Frymuth einen Vorschlag, wie ein Modell mit vier statt bislang fünf Regionalligen aussieht. In der Saison 2018/19 haben die Meister der Regionalligen Südwest, Nordost und West einen direkten Aufstiegsplatz erhalten. Dies ergab eine Auslosung. Zwischen den verbliebenen beiden Regionalligameistern (Bayern und Nord) wurde eine Relegation um den letzten verbliebenen Aufstiegsplatz gespielt. In der Saison 2019/2020 ist der Meister aus dem Südwesten erneut direkt aufgestiegen, der Westen und Nordosten mussten eine Relegation spielen, während die Meister aus Bayern und dem Norden direkt aufstiegen.

#### Neue Aufstiegsregelung ab 2021
Seit der Saison 2020/21 haben die Regionalligen West und Südwest jeweils einen festen Direktaufsteiger, ein weiterer Direktaufstiegsplatz rotiert zwischen den Regionalligen Nord, Nordost und Bayern. Die beiden Vertreter der anderen Regionalligen müssen in Play-offs mit Hin- und Rückspiel um den vierten Aufstiegsplatz kämpfen. Nach der Saison 2020/21 stieg demnach der Meister der Nordost-Staffel direkt auf. In der Saison 2021/22 stellte die Regionalliga Bayern den dritten Direktaufsteiger. Die Nord-Staffel wird in der Saison 2022/23 den dritten direkten Aufstiegsplatz erhalten.

### Oberliga

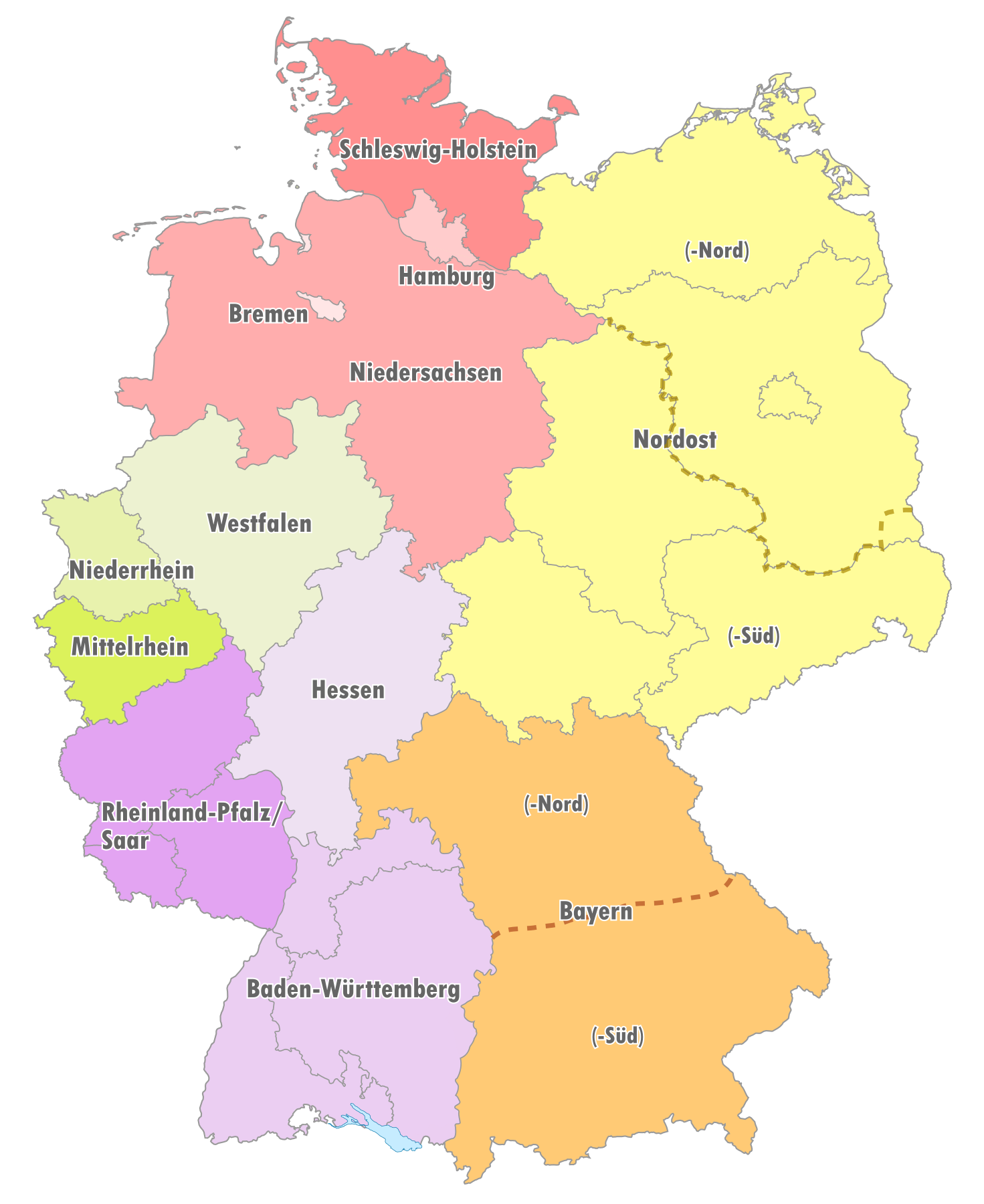
Oberliga-Staffeln seit 2012/13

Unterhalb der Regionalliga folgt das Ligasystem nicht mehr einem einheitlichen Bezeichnungsschema und auch keiner einheitlichen Pyramidenstruktur, da die konkrete Ausgestaltung des Spielbetriebs in der alleinigen Verantwortung der jeweiligen Regional- und Landesverbände liegt: Jeder Landesverband hat sein eigenes Ligasystem, daher gibt es keine bundesweite Einheitlichkeit der Spielklasseneinteilung im Amateurfußball. Entsprechend sind auf der fünften Spielklassenebene derzeit elf Oberligen sowie eine Verbandsliga angesiedelt.
Von den 21 Landesverbänden des DFB organisieren die acht Landesverbände Bremen (Bremen-Liga), Hamburg (Oberliga Hamburg), Hessen (Hessenliga), Mittelrhein (Mittelrheinliga), Niederrhein (Oberliga Niederrhein), Niedersachsen (Oberliga Niedersachsen), Schleswig-Holstein (Oberliga Schleswig-Holstein) und Westfalen (Oberliga Westfalen) ihre Oberliga in eigener Regie. Eine gemeinsame Oberliga Rheinland-Pfalz/Saar mehrerer Landesverbände trägt zum einen der Regionalverband Südwest aus, der die Landesverbände Rheinland, Saarland und Südwest repräsentiert. Zum anderen sind dies die Landesverbände Baden, Südbaden und Württemberg mit der Oberliga Baden-Württemberg. Eine gemeinsame Oberliga Nordost in zwei Staffeln wird durch den nordostdeutschen Regionalverband organisiert, der den Landesverbänden Berlin, Brandenburg, Mecklenburg-Vorpommern, Sachsen, Sachsen-Anhalt und Thüringen vorsteht. Im Bereich des Landesverbands Bayern wird seit der Saison 2012/13 (Einführung der Regionalliga Bayern) keine eingleisige Oberliga mehr ausgetragen, an ihre Stelle tritt seither die in zwei Staffeln ausgetragene Bayernliga.
Die Meister der zwölf Oberliga-Staffeln sowie die Meister der beiden Verbandsliga-Staffeln steigen zumeist direkt in die jeweils übergeordnete Regionalliga auf. Hiervon ausgenommen sind lediglich die Meister der Oberliga Hamburg, der Bremen-Liga sowie der Oberliga Schleswig-Holstein, die eine Aufstiegsrunde um zwei weitere Plätze in der Regionalliga Nord bestreiten. Der Vizemeister der Oberliga Niedersachsen wiederum spielt gegen die schlechteste nicht direkt abgestiegene Mannschaft der Regionalliga Nord um einen Platz in der Regionalliga (sog. Relegationsspiele). Des Weiteren steigt auch der Vizemeister der Oberliga Westfalen direkt in die Regionalliga auf.

### Verbandsliga/Landesliga
Die sechste Spielklassenebene wird von allen 21 Landesverbänden des DFB ausnahmslos in eigener Regie organisiert. Je nach Landesverband gibt es in dieser Spielklasse die Verbandsliga oder die Landesliga. Abweichend davon sind einige Landesverbände in den letzten Jahren dazu übergegangen, die Spielklassen mit einer das Verbandsgebiet stärker betonenden Namensgebung zu versehen, so wurde beispielsweise die Verbandsliga Westfalen in Westfalenliga umbenannt.

### Unterhalb der sechsten Spielklassenebene
Je nach Ligasystem des jeweiligen Landesverbands gibt es beispielsweise auf der siebthöchsten Spielklassenebene die Verbandsliga (Landesverbände Saarland (Verbandsliga Saar) und Schleswig-Holstein (Verbandsliga Schleswig-Holstein)), Landesliga (Landesverbände Baden (Landesliga Baden), Berlin, Brandenburg, Mecklenburg-Vorpommern (Landesliga Mecklenburg-Vorpommern), Sachsen-Anhalt, Südbaden (Landesliga Südbaden), Südwest, Westfalen (Landesliga Westfalen) und Württemberg (Landesliga Württemberg)), Landesklasse (Landesverbände Thüringen (Landesklasse Thüringen) und Sachsen), Gruppenliga (Landesverband Hessen), Bezirksliga (Landesverbände Bayern, Bremen, Hamburg, Mittelrhein, Niedersachsen, Niederrhein und Rheinland).
Unterhalb der Zuständigkeiten der Landesverbände schließt sich dann regelmäßig die Zuständigkeit der jeweils zu einem Landesverband gehörigen Bezirks- oder Kreisverbände an, deren Verbandsgebiet oftmals den politischen Grenzen kreisfreier Städte, Landkreise oder von Regierungsbezirken entspricht. Diese Bezirks- oder Kreisverbände organisieren den Spielbetrieb bis in die niedrigste Spielklassenebene.
In den meisten Landesverbänden bilden die Kreisligen oder Kreisklassen die unterste Spielklassenebene. Die Spielklasseneinteilung der Ligen in den einzelnen Bezirks- oder Kreisgebieten kann dabei nach unten hin unterschiedlich sein und hängt im Wesentlichen davon ab, wie viele Mannschaften dort für den Spielbetrieb gemeldet sind.
Ein Beispiel: Während die 1. Kreisklasse in den Fußballkreisen im Gebiet des Niedersächsischen Fußballverbandes aus Sicht des gesamtdeutschen Ligasystems der 9. Spielklassenebene entspricht, stellt die 1. Kreisklasse in den Fußballkreisen im Gebiet des Landesverbands Mecklenburg-Vorpommern aus der gesamtdeutschen Sicht die 11. Ebene dar. Während in den Fußballkreisen in Mecklenburg-Vorpommern dies die unterste Liga und damit auch die niedrigste Spielklassenebene ist, geht es in Sachsen und Niedersachsen sogar hinunter bis in die gesamtdeutsch gesehen 13. Ebene: in Sachsen existiert in einer Reihe von Kreisen die jeweils 2. Kreisklasse, in Niedersachsen in Oldenburg-Land/Delmenhorst die 5. Kreisklasse (Stand: Saison 2024/25).

## Strukturreformen
Bereits vor der letzten Strukturreform 2012 kam es immer wieder zu Änderungen am Ligasystem. Nachfolgend sind die wichtigsten dieser Änderungen chronologisch aufgelistet:
- 1963: Die neugeschaffene Bundesliga löst die Endrunde um die deutsche Fußballmeisterschaft ab. Die bis dahin höchsten Spielklassen (die Oberligen Nord, West, Südwest und Süd sowie die Vertragsliga Berlin) werden ebenso aufgelöst wie die in einigen Regionalverbänden ausgetragenen 2. Oberligen. An ihre Stelle treten fünf unterhalb der Bundesliga neu geschaffene Regionalligen (Nord, West, Südwest, Süd und Berlin).
- 1974: Die in zwei Staffeln (Nord, Süd) ausgetragene 2. Bundesliga wird als Unterbau der Bundesliga eingeführt. Die Regionalligen werden aufgelöst. Im Bereich des Norddeutschen Fußball-Verbands wird die Oberliga als dritte Spielklassenebene wieder eingeführt. In den übrigen Regionalverbänden bleiben die 1. Amateurliga bzw. die Verbandsliga die dritte Spielklassenebene.
- 1978: Auch in den übrigen Regionalverbänden wird die Oberliga nunmehr als dritthöchste Spielklasse wieder eingeführt und die bislang drittklassigen 1. Amateurligen werden viertklassig als Verbandsliga weitergeführt (mit Ausnahme in Bayern: dort bekommt die 1. Amateurliga den Status der Oberliga). Insgesamt wird die Oberliga damit in acht Staffeln (Nord, Berlin, Westfalen, Nordrhein, Südwest, Hessen, Baden-Württemberg, Bayern) ausgetragen.
- 1981: Die bisher in zwei Staffeln ausgetragene 2. Bundesliga wird eingleisig.
- 1991: Die Mannschaften der ehemaligen Deutschen Demokratischen Republik werden in das Ligasystem übernommen. Dazu wird die 2. Bundesliga einmalig für die Saison 1991/92 auf zwei Staffeln erweitert. Im Gebiet der ehemaligen DDR sowie des ehemaligen West-Berlins entsteht die Oberliga Nordost als dritthöchste Spielklasse. Die bisherige Oberliga Berlin wird aufgelöst.
- 1994: Die Regionalliga wird als dritthöchste Spielklasse in vier Staffeln (Nord, Nordost, Süd, West/Südwest) wieder eingeführt. Die bis dahin drittklassige Oberliga ist damit nur noch viertklassig.
- 2000: Die Regionalliga wird in nur noch zwei Staffeln (Nord, Süd) fortgeführt.
- 2008: Die 3. Liga wird eingeführt. Die Regionalliga wird wieder auf drei Staffeln (Nord, West, Süd) aufgeteilt und ist nur noch viertklassig.
- 2012: Die Regionalliga wird in fünf eigenständigen Spielklassen (Nord, Nordost, West, Südwest, Bayern) fortgeführt.

## Ligasystem der DDR
Nach dem Zweiten Weltkrieg entwickelte sich das Ligasystem in Deutschland zunächst nur innerhalb der jeweiligen Besatzungszonen. Während sich die somit zunächst regional getrennten Ligasysteme in der Bundesrepublik Deutschland dann unter Leitung des DFB wieder zu einer einheitlich strukturierten Ligapyramide zusammenschlossen, wurde in der Deutschen Demokratischen Republik eine eigenständige Ligapyramide unter Leitung des Deutschen Fußball-Verbandes der DDR errichtet.
- 1949: Die neu eingeführte Oberliga ersetzt die bisher ausgetragene Ostzonenmeisterschaft, bei welcher die Meister der fünf Landesverbände (Mecklenburg, Brandenburg, Sachsen-Anhalt, Thüringen und Sachsen) gegeneinander antraten. Die Landesliga als jeweils oberste Spielklassenebene der fünf Landesverbände wird damit zweitklassig.
- 1950: Die zweigleisige Liga wird als neuer Unterbau der Oberliga eingeführt und verschiebt die Landesliga in die dritte Spielklassenebene. Die bisher der Berliner Stadtliga zugeordneten Ost-Berliner Mannschaften müssen diese verlassen und werden in die Oberliga integriert.
- 1952: Durch eine Verwaltungsreform in der DDR werden die bisherigen Länder abgeschafft und durch 15 Bezirke (inklusive Ost-Berlin) ersetzt. Dementsprechend wird die in 15 Staffeln ausgetragene Bezirksliga errichtet, die somit nun die neue dritte Spielklasse bilden.
- 1954: Die Liga wird auf drei Staffeln erweitert.
- 1955: Die dreigleisige Liga wird zu einer Staffel zusammengefasst. Darunter wird die II. Liga in zwei Staffeln neu geschaffen. Damit ist die Bezirksliga nur noch viertklassig.
- 1958: Die II. Liga wird auf fünf Staffeln erweitert.
- 1962: Die Liga wird wieder in zwei Staffeln aufgeteilt.
- 1963: Die II. Liga wird wieder abgeschafft, so dass die Bezirksliga wieder in die dritthöchste Spielklassenebene aufrückt.
- 1971: Die Liga wird von zwei auf fünf Staffeln erweitert.
- 1984: Die Liga wird wieder auf zwei Staffeln reduziert.
- 1991: Die sechs besten Mannschaften der Oberliga werden in die Bundesliga bzw. 2. Bundesliga aufgenommen. Die Oberliga wird auf der dritten Spielklassenebene der Ligapyramide des DFB eingegliedert. Die Liga und die Bezirksliga werden aufgelöst und an ihrer Stelle wird die vormals bestehende Landesliga wieder geschaffen.